# Nataša Tapušković
Nataša Tapušković, flicknamn Šolak, född 27 augusti 1975, är en serbisk skådespelare. Hon är mest känd för sin roll som den muslimska krigsfången Sabaha i Emir Kusturicas film Livet är ett mirakel från 2004.